# نافتك
نافتك (بالإنجليزية: NAVTEQ)‏ هي مزود بيانات لنظم المعلومات الجغرافية (GIS) وهي مزود رئيسي لخرائط الملاحة الإلكترونية الأساسية. مقر الشركة في شيكاغو وهي شركة تابعة مملوكة بالكامل لشركة نوكيا ولكنها تعمل بشكل مستقل.